# 浪曲
浪曲又稱浪花曲、難波曲等，是日本的一種說唱藝術。

## 历史
表演方式為一個人說唱，並以三味線來伴奏。早期為民間藝術，地位較低。其來源是由傳統的設經祭文而來，在享保年間，關西藝人浪花伊助開始以三味線來伴奏，獲得歡迎，浪曲於是成形，並逐漸推廣到各地。在幕末時出現竹川条吉、廣澤岩助兩位藝術家作了改革，使得浪曲演唱的部分更加動聽。到明治初，春日井松之助、八木亭清歌等人，終於使浪曲進入大雅之堂演出。明治末又出現三位大師桃中軒雲右衛門、吉田奈良丸和京山小園，使得浪曲的曲調更加和諧，是浪曲的繁盛期。大正期間一度衰落，到戰後才再度復興，現今主要在年紀大的人中較受喜愛。
傳統浪曲的講述內容不少取之於講談、軍談等民間故事，現代浪曲則又增加了新的故事內容。